# Jeffrey Herlings
Jeffrey Herlings   (Geldrop, 12 de setembre de 1994) és un pilot de motocròs neerlandès que ha estat cinc vegades campió del món (tres en la categoria MX2 i dues en MXGP). Al llarg de la seva carrera ha aconseguit molts altres èxits, entre ells 107 victòries en Grans Premis (fet que el situa primer a la llista de guanyadors de tots els temps), 8 campionats dels Països Baixos, un campionat britànic i sengles campionats del món, d'Europa i d'Alemanya de motocròs en la cilindrada de 85cc. A banda, formà part de la selecció dels Països Baixos que va guanyar el Motocross des Nations el 2019 i contribuí, per tant, a la primera victòria del seu país en tota la història d'aquesta prova.
El 13 de gener del 2019, Herlings fou nomenat cavaller de Orde d'Orange-Nassau a la gala de la KNMV Motorsports. Actualment, competeix al mundial de MXGP amb l'equip oficial de fàbrica Red Bull KTM.

## Trajectòria esportiva
Fill de Peter Herlings, un conegut pilot de motocròs durant la dècada del 1970, Jeffrey Herlings començà a competir de ben petit. El 2002, a 8 anys, guanyà el Campionat dels Països Baixos de 65cc de la federació amateur. Revalidà aquest títol el 2003, i el 2004 l'aconseguí ja en el campionat de la federació estatal, la KNMV. Aquell mateix any ja fou tercer al Campionat d'Europa de la mateixa cilindrada. El 2005, guanyà el campionat dels Països Baixos de 85cc ("Small wheels") i el 2006 fou quart al de la mateixa cilindrada, però ja en "Big Wheels". Aquell any, acabà segon a l'International Youth weekend de Heerde.

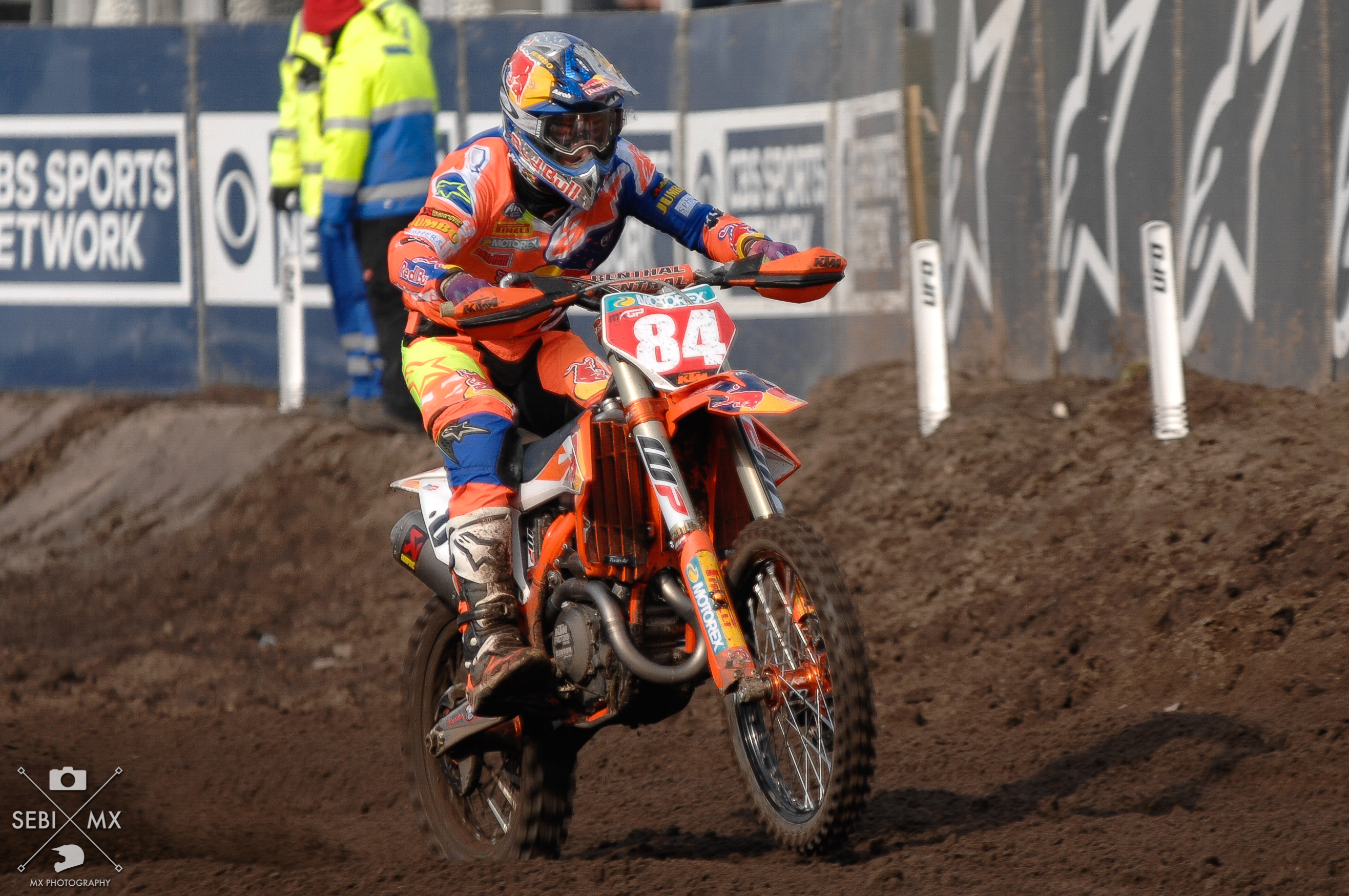
Herlings durant la temporada del 2018

El 2007, Herlings fou subcampió del seu país, quart al campionat europeu i sisè al mundial de 85cc "Big Wheels". L'any següent, 2008, aconseguí tots aquests campionats alhora, a més del d'Alemanya.
Arribats al 2010, ja amb l'edat reglamentària, va debutar al Campionat del Món en la categoria MX2 i acabà la temporada en sisè lloc final després d'haver guanyat dos Grans Premis i haver aconseguit 6 podis. Des d'aquell moment, la seva carrera no feu més que anar progressant i en qüestió de vuit anys va acumular quatre campionats mundials i tres subcampionats.
El 2020, Herlings guanyà el Gran Premi de Faenza, el 6 de setembre, però va caure durant els entrenaments de la segona edició, el 9 de setembre. A l'octubre, va decidir de no acabar la temporada per tal de recuperar-se de la caiguda i, al mateix temps, d'una lesió anterior al peu.

## Palmarès
A 15 de novembre de 2024
- 5 Campionats del món de motocròs (2 x MXGP, 3 x MX2)
- 107 victòries en GP
- 1 victòria al MXoN
- 1 Campionat del món júnior 85cc
- 1 Campionat d'Europa (EMX) 85cc
- 11 Campionats dels Països Baixos (4 x 500cc, 1 x 250cc, 3 x MX2, 2 x 85cc, 1 x 65cc)
- 2 Campionats dels Països Baixos (federació amateur) 65cc
- 1 Campionat britànic MX1
- 1 Campionat d'Alemanya 85cc

### Títols per any
| Any  | Equip  | Campionat                    | Classe |
| ---- | ------ | ---------------------------- | ------ |
| 2002 | ?      | Campionat dels Països Baixos | 65cc   |
| 2003 | ?      | Campionat dels Països Baixos | 65cc   |
| 2004 | ?      | Campionat dels Països Baixos | 65cc   |
| 2005 | ?      | Campionat dels Països Baixos | 85cc   |
|      |        |                              |        |
| 2008 | Suzuki | Campionat del món júnior     | 85cc   |
| 2008 | Suzuki | EMX                          | 85cc   |
| 2008 | Suzuki | Campionat dels Països Baixos | 85cc   |
| 2008 | Suzuki | Campionat d'Alemanya         | 85cc   |
|      |        |                              |        |
| 2011 | KTM    | Campionat dels Països Baixos | MX2    |
| 2012 | KTM    | Campionat del món            | MX2    |
| 2012 | KTM    | Campionat dels Països Baixos | MX2    |
| 2013 | KTM    | Campionat del món            | MX2    |
| 2013 | KTM    | Campionat dels Països Baixos | MX2    |
|      |        |                              |        |
| 2016 | KTM    | Campionat del món            | MX2    |
| 2016 | KTM    | Campionat dels Països Baixos | 250cc  |
| 2017 | KTM    | Campionat dels Països Baixos | 500cc  |
| 2018 | KTM    | Campionat del món            | MXGP   |
| 2018 | KTM    | Campionat dels Països Baixos | 500cc  |
| 2019 | KTM    | MXoN                         | -      |
|      |        |                              |        |
| 2021 | KTM    | Campionat del món            | MXGP   |
|      |        |                              |        |
| 2023 | KTM    | Campionat dels Països Baixos | 500cc  |
| 2024 | KTM    | Campionat dels Països Baixos | 500cc  |
| 2024 | KTM    | Campionat britànic           | MX1    |

Notes
1. 1 2  Federació amateur
2. ↑  Small wheels

### Resultats per any

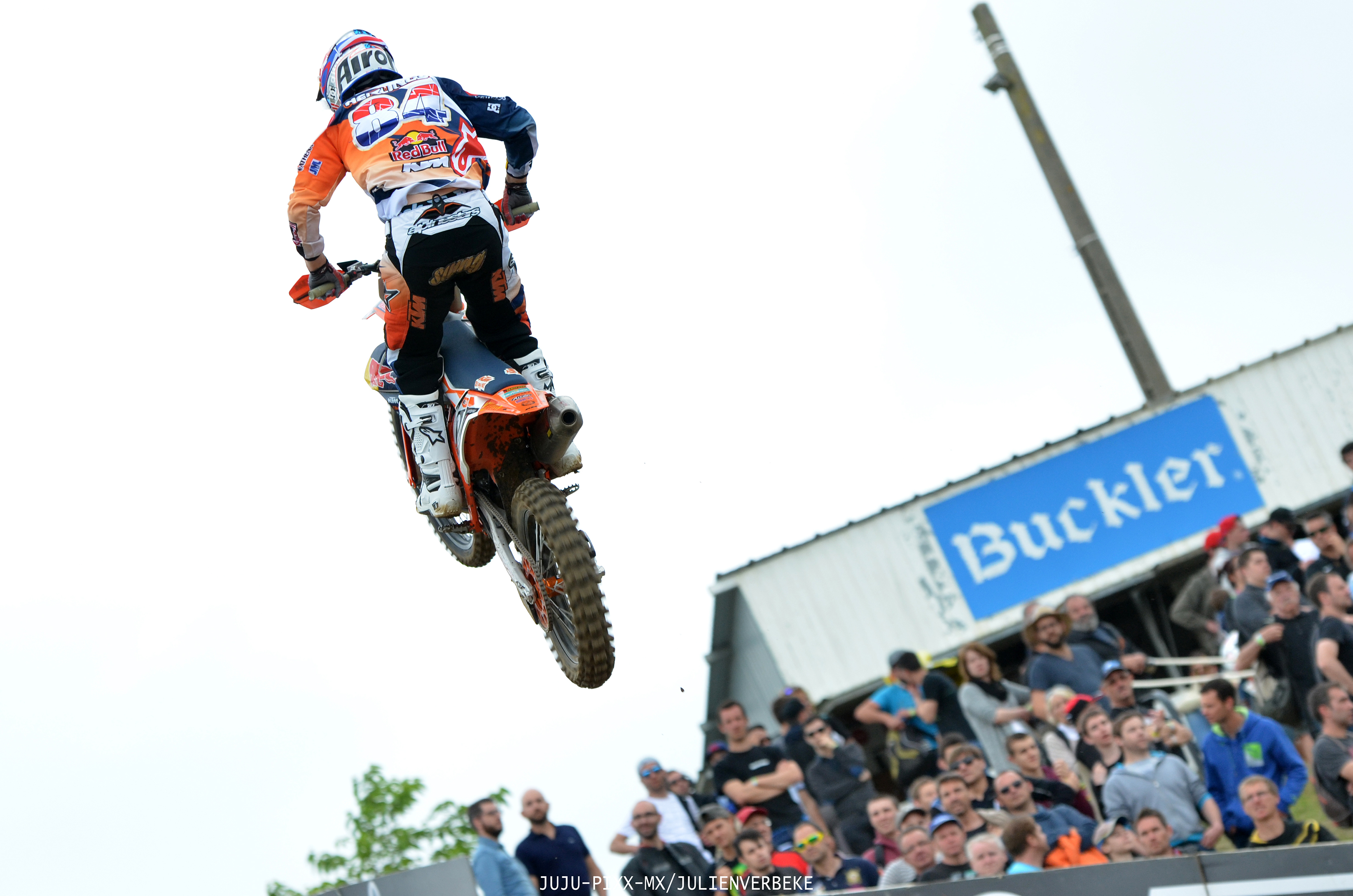
Herlings durant la temporada del 2016

Font:
| Any          | Motocicleta  | Campionat del món | Campionat del món | Campionat del món | C. P. Baixos |
| Any          | Motocicleta  | MX1               | MX2               | GPs               | C. P. Baixos |
| ------------ | ------------ | ----------------- | ----------------- | ----------------- | ------------ |
| 2010         | KTM          | -                 | 6è                | 2                 |              |
| 2011         | KTM          | -                 | 2n                | 5                 | 1r MX2       |
| 2012         | KTM          | -                 | 1r                | 9                 | 1r MX2       |
| 2013         | KTM          | -                 | 1r                | 15                | 1r MX2       |
|              |              | MXGP              |                   |                   |              |
| 2014         | KTM          | -                 | 2n                | 12                | 4t MX2       |
| 2015         | KTM          | -                 | 7è                | 4                 |              |
| 2016         | KTM          | -                 | 1r                | 14                | 1r MX2       |
| 2017         | KTM          | 2n                | -                 | 6                 | 1r 500cc     |
| 2018         | KTM          | 1r                | -                 | 17                | 1r 500cc     |
| 2019         | KTM          | 19è               | -                 | 2                 |              |
| 2020         | KTM          | 12è               | -                 | 4                 |              |
| 2021         | KTM          | 1r                | -                 | 9                 |              |
| 2022         | KTM          | -                 | -                 | -                 |              |
| 2023         | KTM          | 8è                | -                 | 4                 | 1r 500cc     |
| 2024         | KTM          | 3r                | -                 | 4                 | 1r 500cc     |
| Total títols | Total títols | 2                 | 3                 | 107               | 8            |

### Resultats per Gran Premi
(Llegenda)
| Any Campionat | Rda 1 | Rda 2 | Rda 3 | Rda 4 | Rda 5 | Rda 6 | Rda 7 | Rda 8 | Rda 9 | Rda 10 | Rda 11 | Rda 12 | Rda 13 | Rda 14 | Rda 15 | Rda 16 | Rda 17 | Rda 18 | Rda 19 | Rda 20 | Posició mitjana | % Podis | Posició |
| ------------- | ----- | ----- | ----- | ----- | ----- | ----- | ----- | ----- | ----- | ------ | ------ | ------ | ------ | ------ | ------ | ------ | ------ | ------ | ------ | ------ | --------------- | ------- | ------- |
| 2010 MX2      | 4     | 3     | 1     | 2     | 12    | 14    | 5     | 13    | 1     | 2      | 2      | 11     | OUT    | OUT    | OUT    | -      | -      | -      | -      | -      | 5,83            | 50%     | 6è      |
| 2011 MX2      | 3     | 1     | 2     | 1     | 4     | 1     | 4     | 2     | 4     | 2      | 1      | 2      | 4      | 3      | 1      | -      | -      | -      | -      | -      | 2,33            | 73%     | 2n      |
| 2012 MX2      | 1     | 2     | 1     | 1     | 7     | 1     | 1     | 2     | 2     | 7      | 1      | 1      | 2      | 1      | 1      | 8      | -      | -      | -      | -      | 2,43            | 81%     | 1r      |
| 2013 MX2      | 1     | 1     | 1     | 1     | 1     | 1     | 1     | 1     | 1     | 1      | 1      | 1      | 1      | 1      | 1      | OUT    | OUT    | 1      | -      | -      | 1,00            | 100%    | 1r      |
| 2014 MX2      | 1     | 1     | OUT   | 1     | 1     | 1     | 1     | 1     | 1     | 1      | 1      | 1      | 1      | OUT    | OUT    | OUT    | 11     | -      | -      | -      | 1,76            | 92%     | 2n      |
| 2015 MX2      | 1     | 1     | 7     | 2     | 1     | 2     | 2     | 1     | 2     | 29     | 7      | OUT    | OUT    | OUT    | OUT    | OUT    | OUT    | OUT    | -      | -      | 5,00            | 73%     | 7è      |
| 2016 MX2      | 1     | 1     | 1     | 1     | 1     | 1     | 1     | 1     | 1     | 1      | 1      | 1      | 1      | OUT    | OUT    | OUT    | 1      | 2      | 1      | -      | 1,06            | 100%    | 1r      |
| 2017 MXGP     | 15    | 17    | 9     | 12    | 8     | 2     | 1     | 2     | 7     | 2      | 2      | 2      | 4      | 1      | 1      | 10     | 1      | 1      | 1      | -      | 5,15            | 58%     | 2n      |
| 2018 MXGP     | 1     | 1     | 2     | 1     | 1     | 2     | 1     | 1     | 1     | 1      | OUT    | 1      | 1      | 1      | 1      | 1      | 1      | 1      | 1      | 1      | 1,10            | 100%    | 1r      |
| 2019 MXGP     | OUT   | OUT   | OUT   | OUT   | OUT   | OUT   | OUT   | 4     | 6     | OUT    | OUT    | OUT    | OUT    | OUT    | OUT    | 12     | 1      | 1      | -      | -      | 4,88            | 40%     | 19è     |
| 2020 MXGP     | 1     | 1     | 5     | 3     | 1     | 1     | OUT   | OUT   | OUT   | OUT    | OUT    | OUT    | OUT    | OUT    | OUT    | OUT    | OUT    | OUT    | -      | -      | 2,00            | 83%     | 12è     |
| 2021 MXGP     | 2     | 3     | 1     | 9     | OUT   | 2     | 3     | 1     | 1     | 1      | 2      | 1      | 1      | 1      | 11     | 4      | 1      | 1      | -      | -      | 2,64            | 82%     | 1r      |
| 2022 MXGP     | OUT   | OUT   | OUT   | OUT   | OUT   | OUT   | OUT   | OUT   | OUT   | OUT    | OUT    | OUT    | OUT    | OUT    | OUT    | OUT    | OUT    | OUT    | -      | -      | OUT             | OUT     | OUT     |
| 2023 MXGP     | 2     | 1     | 4     | 3     | 1     | 1     | 9     | 1     | DNF   | OUT    | OUT    | OUT    | OUT    | 5      | 4      | OUT    | OUT    | OUT    | OUT    | -      | 3,10            | 60%     | 8è      |
| 2024 MXGP     | 8     | 4     | 3     | 6     | 9     | 2     | 3     | 3     | 1     | 2      | 2      | 1      | 3      | 1      | 3      | 1      | 2      | 6      | 3      | 3      | 3,45            | 75%     | 3r      |